# Antonio de Fluvià
Antonio de Fluvian de la Riviere vaker genoemd als Antonio de Fluvià (overleden: 29 oktober 1437) was een edelman afkomstig uit Aragon en was van 1421 tot aan zijn dood de 35ste grootmeester van de Orde van Sint-Jan van Jeruzalem. Hij volgde in 1421 Filibert van Naillac op.
De Fluvià kwam uit de plaats Guissona in het graafschap Urgell. In 1413 steunde De Fluvià graaf Jacobus II van Urgell in de opstand tegen Ferdinand I van Aragon. Toen de opstand mislukte verliet hij het land en werd lid van de Orde, waar al enkele familieleden lid van waren.
In 1421 werd hij gekozen tot opvolger van grootmeester Filibert de Naillac. Onder zijn leiding werd er een begin gemaakt met de piraterij van de Orde richting de Egyptenaren. Ook ondersteunde hij koning Janus van Cyprus in zijn strijd tegen de mammelukken. De Fluvià overleed in 1437 en werd opgevolgd door Jean de Lastic.